# Augenotus aurantius
Augenotus aurantius là một loài bọ cánh cứng trong họ Elateridae. Loài này được Gullan miêu tả khoa học năm 1977.